# Rhopalicus pallipes
Rhopalicus pallipes är en stekelart som beskrevs av Léon Abel Provancher 1888. Rhopalicus pallipes ingår i släktet Rhopalicus och familjen puppglanssteklar. Inga underarter finns listade i Catalogue of Life.